# مستند داستانی لسک
لِسِک (به انگلیسی: LESEK) فیلمی شاعرانه از محمدرضا وطن دوست است که در سال ۱۳۹۷ در سمسکنده، شهرستان ساری فیلمبرداری شده است. این فیلم برنده تندیس بهترین فیلم مستند از سی‌وششمین جشنواره بین‌المللی فیلم کوتاه تهران، و تندیس بهترین فیلم از دوازدهمین جشنواره بین‌المللی سینماحقیقت ایران شده است.

## خلاصه داستان
رقیه از هفده سالگی به مدت ده سال در انتظار بازگشت همسرش یحیی مانده است.

## از نگاه منتقدان
- اردوان وزیری: «لِسِک»؛ اثری در ستایش زندگی

او دربارهٔ فیلم «لِسِک» گفت: به نظر می‌رسد محمدرضا وطن‌دوست با این فیلم و فیلم قبلی خود (لوتوس) در فضای سینمای مستند، نوع جدیدی از فیلم‌سازی را آغاز کرده است که کم‌تر می‌توان مشابه آن‌ها را یافت.
این فیلم‌ها از ابتدا تا انتها، یک جریان سیال، بدون قطع و پیوسته به وجود آورده‌اند. جریانی که از یک تلقی ساختارمند و فرم‌گرایانه نسبت به سینما شکل گرفته و بدون شک از دست دادن حتی یک نما از آن‌ها در تجربه لذت‌بخش بیننده تأثیر خواهد گذاشت.
وی سپس نحوه ترکیب نماهای «لِسِک» را بخشی از زیباشناسی فیلم‌های اخیر محمدرضا وطن‌دوست توصیف کرد و افزود: این فیلم، اثری در ستایش زندگی است.

## جوایز
- تندیس و دیپلم افتخار بهترین فیلم مستند از سی‌وششمین جشنواره بین‌المللی فیلم کوتاه تهران ۱۳۹۸[۲]
- تندیس و دیپلم افتخار بهترین فیلم از دوازدهمین جشنواره بین‌المللی سینماحقیقت ایران در بخش آوینی ۱۳۹۷
- منتخب بخش مسابقه ملی در دوازدهمین جشنواره بین‌المللی سینمای مستند ایران، سینماحقیقت ۱۳۹۷[۳]
- تندیس و دیپلم افتخار بهترین فیلم مستند از هشتمین جشنواره نماز و نیایش به روایت دوربین ۱۳۹۸
- کاندیدای بهترین فیلم (تهیه‌کننده حقیقی) از هشتمین جشنواره نماز و نیایش به روایت دوربین ۱۳۹۸[۴]
- تندیس و دیپلم افتخار بهترین فیلم مستند از چهارمین جشنواره ملی فیلم فانوس ۱۳۹۹